# Giga Texas
Giga Texas (znana również jako Gigafactory Texas lub Gigafactory 5) – zakład firmy produkującej samochody elektryczne Tesla, zlokalizowany w Austin w Teksasie. Jest to jeden z największych na świecie zakładów produkujących pojazdy elektryczne i baterie, odgrywający kluczową rolę w globalnej strategii Tesli.

## Historia
Budowę zakładu rozpoczęto w lipcu 2020 roku na działce o powierzchni około 2500 akrów (ok. 10 km²) w pobliżu międzynarodowego lotniska Austin-Bergstrom. Główne prace budowlane ukończono pod koniec 2021 roku, a fabryka jeszcze w tym samym roku rozpoczęła wstępną produkcję, wytwarzając ograniczoną liczbę egzemplarzy Modelu Y. Oficjalne otwarcie i pełne uruchomienie produkcji miało miejsce podczas wydarzenia o nazwie "Cyber Rodeo" 7 kwietnia 2022 roku.

## Działalność
W momencie otwarcia Giga Texas należała do największych budynków na świecie pod względem powierzchni. Zakład ma kluczowe znaczenie dla Tesli w zwiększaniu wolumenu produkcji, zwłaszcza na rynku północnoamerykańskim, oraz w implementacji nowych technologii produkcyjnych. Giga Texas pełni funkcję zintegrowanego centrum, odpowiadającego za:
- Produkcję pojazdów: Głównymi produktami wytwarzanymi w Giga Texas są popularny SUV Tesla Model Y oraz elektryczny pickup Tesla Cybertruck.
- Produkcję baterii: Zakład integruje również produkcję zaawansowanych ogniw akumulatorowych, co ma na celu zwiększenie niezależności Tesli w łańcuchu dostaw i obniżenie kosztów.
- Odlewnię (Giga Press): Fabryka wykorzystuje innowacyjne maszyny odlewnicze Giga Press, które pozwalają na odlewanie dużych części podwozia w jednym kawałku, co znacząco upraszcza proces produkcji i obniża koszty.

Giga Texas jest również znaczącym motorem gospodarczym dla regionu Austin i całego Teksasu. W 2023 roku zatrudnienie w fabryce wynosiło ok. 20 tys. osób, z planami dalszego wzrostu. Inwestycja przyciąga także inne firmy technologiczne i dostawców, tworząc ekosystem produkcyjny i badawczo-rozwojowy. Zakład stał się symbolem rosnącego znaczenia Teksasu jako centrum innowacji i produkcji high-tech w USA.